# Centre Stage
Centre Stage (mandarín 阮玲玉; pinyin: ruǎn líng yù; cantonés: Yuen Ling-yuk), también distribuida como Center Stage, es una película de Hong Kong de 1992, dirigida por Stanley Kwan.
Maggie Cheung ganó el premio de Mejor Actriz en Festival Internacional de Cine de Berlín en 1992 para su interpretación de estrella de cine silente Ruan Lingyu.

## Trama
La película está basada en la trágica vida de la primera gran estrella del cine chino, Ruan Lingyu, así como su acenso a la fama en el cine mudo de Shanghái durante la década de 1930.
Apodada la "Garbo china" Ruan Lingyu empezó su carrera como actriz teniendo solo 16 años. La película narra sus esfuerzos por sostener a su madre y la hija adoptiva que había tomado bajo su tutela, así como sus desventuras amorosas y relaciones con grupos de izquierda.
El film progresa a través de varios capítulos en la vida de Ruan, su relación fallido con su primera pareja Zhang Damin y su posterior relación con Tang Jishan. Tras entablar amistad con el director Cai Chusheng, Ruan decide trabajar con él en la producción de una nueva película, Nuevas mujeres, en la que denunciarán la forma en que los tabloides atacaron la persona de la actriz Ai Xia, empujándola al suicidio. 
Tras el estreno de la película los tabloides toman venganza acusándola de adúltera por haber abandonado a su primera pareja, lo cual hace que todas sus relaciones personales se deterioren. La película termina con el suicidio de Ruan a la edad de solo 24 años después de escribir una nota de suicidio para su pareja en la que le dice "el chisme es una cosa temerosa".
La película alterna entre escenas que tienen lugar en el presente (charlas de producción entre director Kwan, Cheung, y la coestrella Carina Lau; y entrevistas de testigos que conocieron a Ruan como la actriz Li Lili), escenas que recrean la vida de Ruan, y escenas de los filmes originales de Ruan incluyendo sus dos últimas películas La Diosa y Nuevas mujeres. La película también incluye recreaciones de escenas de películas de la época silente china en las que Maggie Cheung hace las veces de Ruan Linyu, tanto de filmes que han sido preservados hasta el día de hoy como escenas de películas que se consideran perdidas.

## Premios
- Premios Caballo de Oro, 1991[6]

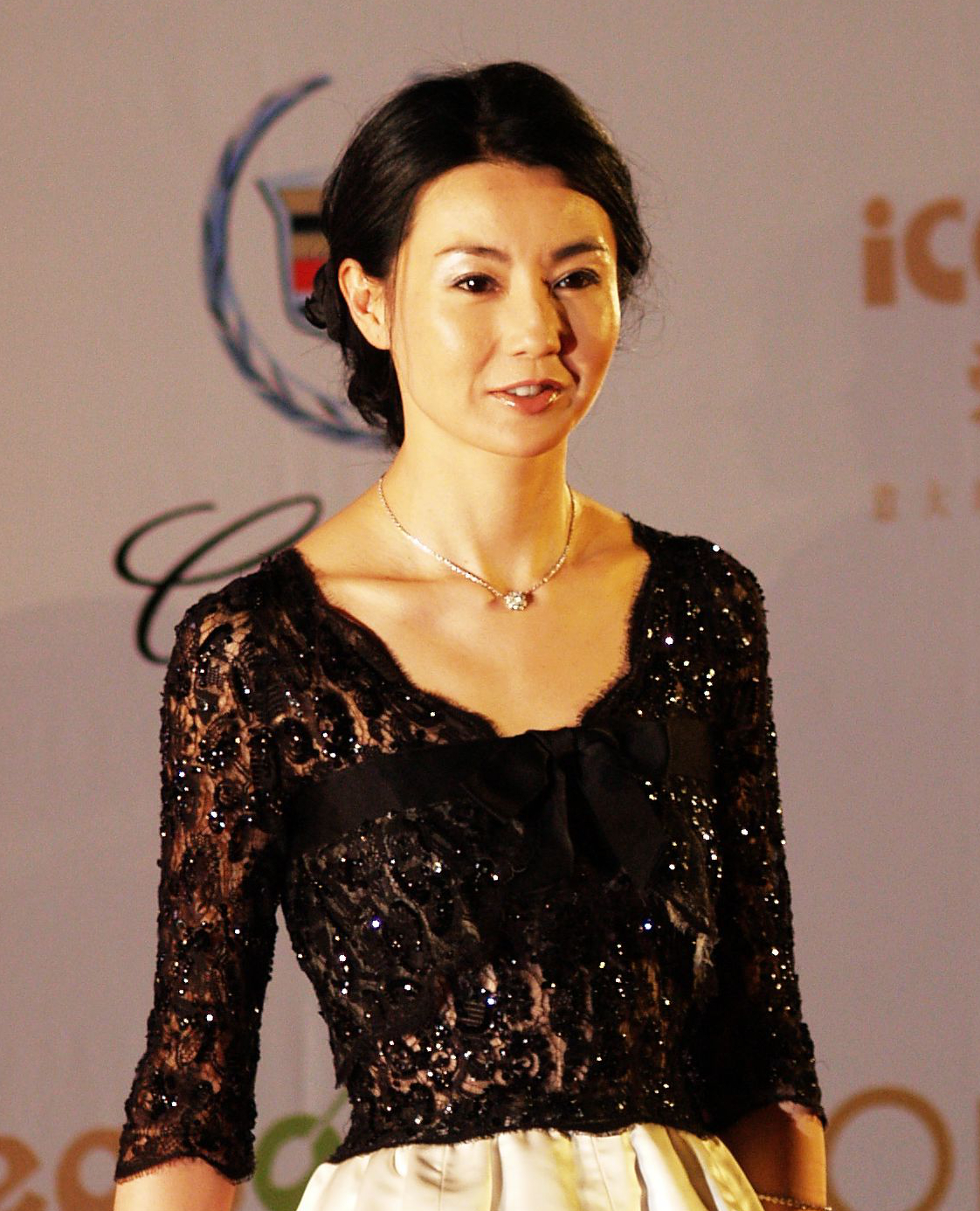
Maggie Cheung, protagonista de la película.

  - Mejor Actriz Principal - Maggie Cheung
  - Mejor Cinematografía - Poon Cuelga Cantó
  - Mejor Largometraje (nominado)
  - Mejor Director - Stanley Kwan (nominado)
- 42.º Festival Internacional de Cine de Berlín[2]
  - Oso de Plata a la mejor interpretación femenina - Maggie Cheung
- Festival Internacional de Cine de Chicago, 1992
  - Premio Hugo de Plata para Actriz Mejor - Maggie Cheung
- 1993 Premios de Cine de Hong Kong
  - Mejor Actriz - Maggie Cheung
  - Mejor Cinematografía - Poon Cuelga Cantó
  - Mejor Dirección de Arte - Pok Yuk Mok
  - Mejor Puntuación de Película Original - Johnny Chen
  - Mejor Canción de Original - Johnny Chen

## Elenco
- Maggie Cheung - Ruan Lingyu y ella misma
- Ruan Lingyu - Varios (en videos de archivo)
- Chen Yen-yen - Ella misma (en entrevista)
- Li Lili - Ella misma
- Tony Leung Ka-fai - Cai Chusheng
- Carina Lau - Li Lili
- Chin Han  - Tang Chi-Shan
- Paul Chang - Jefe de la Lianhua Film Company
- Waise Lee - Li Min-wei
- Lawrence Ng - Chang Ta-Min
- Cecilia Yip - Lin Chu-Chu
- Maryanna Yip
- Hsiao Hsiang
- Stanley Kwan[7][8]